# Alícia de Xampanya-Jerusalem
Alícia de Xampanya-Jerusalem (francès: Alix de Champagne-Jérusalem; nascuda cap al 1193 i morta el 1246) fou reina consort de Xipre des del 1218 fins al 1232 i regent de Jerusalem des del 1243 fins al seu traspàs. Era la filla gran de la reina Isabel I de Jerusalem i el comte Enric II de Xampanya. El 1210 contragué matrimoni amb el seu germanastre, el rei Hug I de Xipre, i rebé en dot el comtat de Jaffa. A la mort del seu marit el 1218, assumí la regència en nom del seu fill, el rei Enric I, que encara era un nadó, tot i que el que dirigia l'administració de l'Estat com a batlle del regne era el seu oncle matern Felip d'Ibelin.

## Biografia

### Promesa i matrimoni
Poc després del seu naixement, son pare Enric II de Xampanya, rei de Jerusalem, va negociar un tractat d'acostament entre els regnes de Jerusalem i de Xipre i va prometre les seves tres filles, Maria, Alix (o Alícia) i Felipa amb Guiu, Joan i Hug, els tres fils d'Amalric II de Lusignan, rei de Xipre.
Quan Enric II de Xampanya va morir el 10 de setembre de 1197, l'acostament previst entre els dos regnes va portar a una unió, perquè Amalric II fou elegit rei de Jerusalem, i el projecte de promesa es va oblidar. D'altra banda Maria, la germana gran de les tres, i Joan, el promès d'Alix, havien mort abans de 1205 i Guiu va morir cap a 1207.
Després de la mort d'Amalric II, els dos regnes quedaren de nou separats i confiats a regents, els hereus eren encara menors. Joan d'IHug I de Xiprebelin dirigia el regne de Jerusalem en nom de Maria de Montferrat, la germanastre d'Alix, i Gautier de Montbéliard dirigia el regne de Xipre en nom d'Hug I de Lusignan. Els dos régents reprenen el projecte d'acostament dels regnes i negocien la matrimoni d'Alix amb Hug, encara que Filipa, la promesa de Hug, estava encara en vida. El matrimoni fou celebrat el setembre 1210.

### La regència de Xipre
Hug va morir vuit anys més tard, el 10 de gener de 1218, deixant dues filles i un fill, Enric I, que tenia només uns mesos. La regència fou confiat a la reina-mare, Alix de Xampanya, que va confiar la batllia del regne a Felip d'Ibelin.
El setembre de 1218, va concedir privilegis comercials als Genovesos. El 1220, Pelagi Galvani, llegat de la cinquena croada va arribar a l'illa per regular un litigi entre el clergue i la noblesa: abans de la conquesta de l'illa per Ricard Cor de Lleó, els monestirs grecs posseïen nombrosos dominis. Aquests monestirs, així com els seus dominis, foren a continuació possats sota la tutela de monestirs llatins, però els reis Guiu de Lusignan i el seu germà Amalric II n'havien distribuït als nobles. L'Església llatina, es considerava com espoliada, els reivindicava, però sense èxit fins llavors. Després de les negociacions i la intervenció de Pelagi, la regent va redactar l'octubre de 1220 els acords de Limassol: la noblesa acceptava de pagar el delme sobre tots els seus dominis, així com la talla eclesiàstica sobre les serfs depenent dels antics dominis eclesiàstic, i el clergue reconeixia a la noblesa la possessió d'aquests dominis.
El 1225, un litigi entre Felip i Alix, arbitrat pel papa Honori III, va apartar Alix i va confirmar Felip d'Ibelin com a regent. Aparentment Alix havia intentat de retirar la batllia del regne a Felip i la volia confiar al seu segon marit, Bohemon V d'Antioquia, amb qui s'havia casat el juliol de 1225.
Alix es va retirar a Síria i es va separar del seu segon marit l'any 1227 per motiu de consanguinitat. A la mort de Felip d'Ibelin, la regència fou represa pel germà d'aquest últim, Joan de Ibelin, senyor de Beirut. Els oponents a aquest últim es reagruparen al voltant d'Alix, i apel·laren a l'emperador Fredéric II, sobirà del regne de Xipre i rei de Jerusalem per matrimoni, per posar final a la regència d'Ibelin. Frederic va anar a Orient amb la Sisena Croada, va cessar al regent de les seves funcions, però guarda la regència per confiar-la a cinc barons xipriotes.

### Episodi xampanyès
Quan el seu pare Enric II s'havia compromès en la tercera croada, no era encara casat i havia declarat en el seu testament que el comtat de Xampanya tornaria al seu germà Teobald si no tornava d'Orient. A la seva mort, la Xampanya fou efectivament tornada a Teobald III, que va morir el 1201, deixant un fill de baixa edat, Teobald IV sota la regència de la seva mare Blanca de Navarra. Però les filles d'Enric II estimen que el seu pare no les podia pas desheretar-les i no la hi hauria pas fet s'hi hagués sabut que tindria fills, i reivindicaren el comtat de Xampanya. Foren en principi Felipa de Xampanya, la germana d'Alix, i el seu marit Erard de Brienne els que van desencadenar la guerra de successió de Xampanya, abans de renunciar al comtat l'any 1221. Però Alix no hi renuncia pas i reivindica al seu torn la successió l'any 1231. Sostinguda per un nombre important de barons francesos que de fet l'havien cridat, més o menys en revolta contra Blanca de Castella i reprotxant a Teobald IV el seu suport a la regent. Alix no s'havia traslladat encara i no va arribar a França fins al començament de l'any 1233, el que perjudica fortament als seus projectes, perquè els principals barons del regne han fet ja la seva submissió al rei Lluís IX. El setembre de 1234, renuncia a la Xampanya mitjançant la suma de quaranta mil llibres de Tournai i un domini de dos mil llibres de Torunai d'ingressos.
Alix tornà llavors a la Síria franca. El 1236, intenta instal·lar-se a Xipre, però el seu fill li fa comprendre que no hi és benvinguda. El 1241 es va casar amb Raül de Soissons, senyor de Couevre, un croat vingut a combatre a Terra santa l'any 1239 amb la croada de Teobald IV de Xampanya.

### La regència de Jerusalem

Els Estats croats a mitjans del segle XIII

Durant la seva absència, la guerra civil havia pres cos entre els barons llevantins i els partidaris de l'emperador. Però pels barons del regne, aquesta situació posava un problema jurídic perquè l'emperador, representava el sobirà legítim del regne, en la persona del seu fill Conrad II, rei de Jerusalem des de la mort de la seva mare Isabel II, morta l'any 1228. Aplicant les lleis del regne, els barons havien demanat que el seu rei resideix en el regne, però Fredéric II havia refusat. Considerant el rebuig de Fredéric II d'accedir a la seva demanda, i el fet que la seva regència acabava el 25 de 1243, els barons legitimaren la seva posició nomenant el 5 de juny de 25 a Alix i al seu marit Raül de Soissons com regents del regne, amb la finalitat d'assegurar-se una posició política legítima cara a Roger Filangeri, representant de l'emperador. Aquesta acció reuní al voltant de Alix la majoria dels barons, i Filangeri fou vençut i expulsat de Tir el 10 de juliol de 1243. Raül de Soissons demana llavors de rebre la ciutat de Tir, al nom de la seva regència, però Felip de Montfort prefereix guardar-la per augmentar el seu feu de Toron i, sostingut pels altres barons, fa comprendre a Raül que el títol de regent és únicament simbòlic. Humiliat, Raül abandona la Terra Santa i a la seva dona i marxa a Occident al començament de l'any 1244.
Alix de Jerusalem resta a Sant Joan d'Acre assumint el títol (simbòlic) de regent del regne de Jerusalem. Va morir el 1247.

## Matrimonis i fills
Es va casar l'any 1210 amb Hug I de Xipre, rei de Xipre i va tenir:
- Maria de Lusignan († 1252), casada l'any 1233 amb el comte Gautier IV de Brienne (1200 † 1244)
- Isabel de Lusignan († 1264), casada l'any 1233 amb Enric d'Antioquia-Poitiers († 1276)
- Enric I de Lusignan (1217 † 1253), rei de Xipre

Es va casar en segones noces el 1225 amb Bohemon V († 1252), príncep d'Antioquia i comte de Tripoli, però el matrimoni fou anul·lat dos anys més tard per raons de consanguinitat.
Finalment es va casar el 1241 amb Raül de Soissons, però aquest últim l'abandona i torna a Europa el 1244.